# استاد لورنس فلسفه باستان
استاد لورنس فلسفه باستان (انگلیسی: Laurence Professor of Ancient Philosophy) عنوانی است که از ۱۹۳۰ در دانشگاه کمبریج و به افتخار پرسیوال میتلند لورنس ایجاد شده است. این کرسی، قدیمی‌ترین کرسی استادی فلسفه باستان در جهان است. از کسانی که این عنوان را به دست آوردند می‌توان به ویلیام گاتری اشاره گرد. 